# 海蒂 (小说)

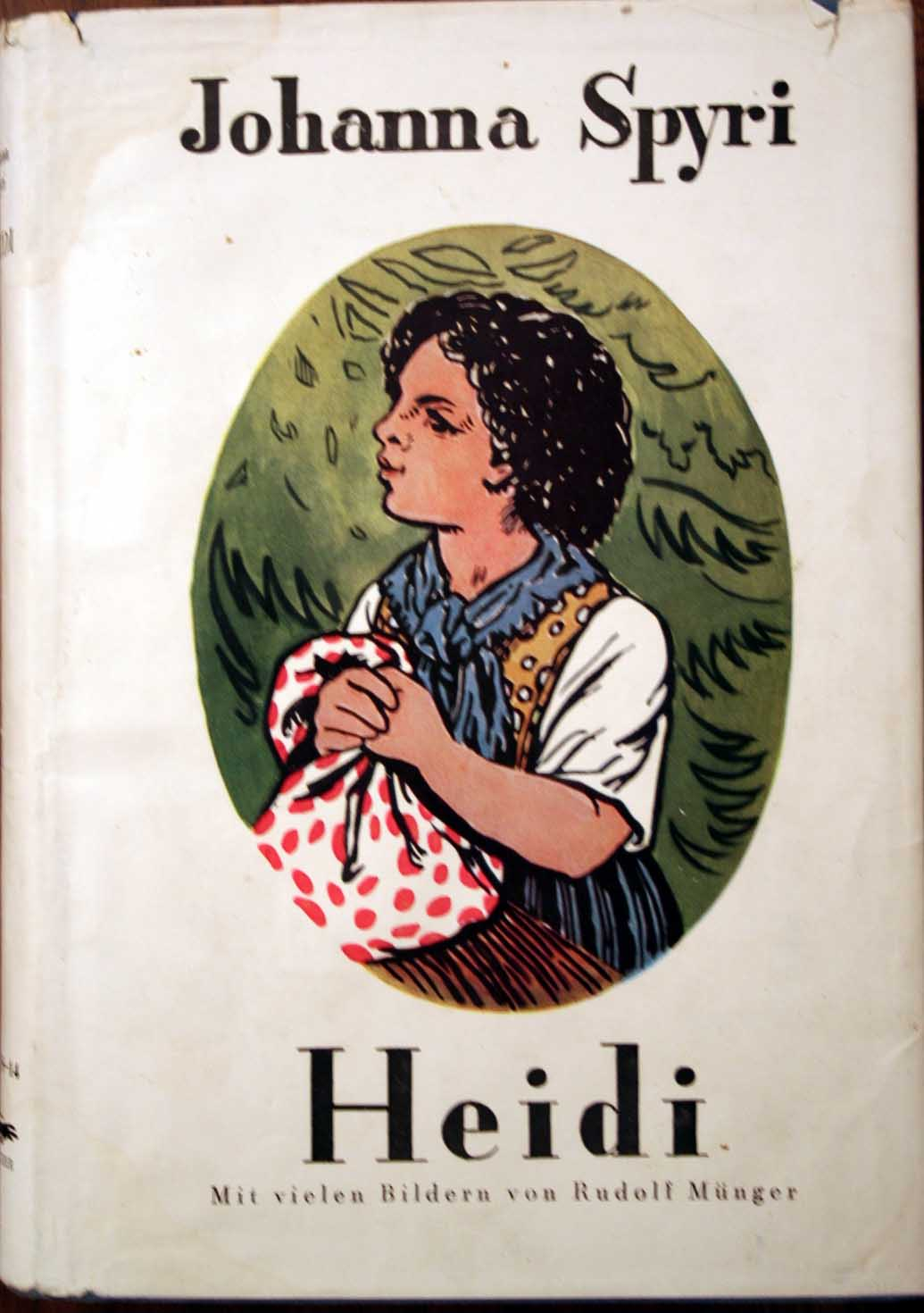
《海蒂》封面

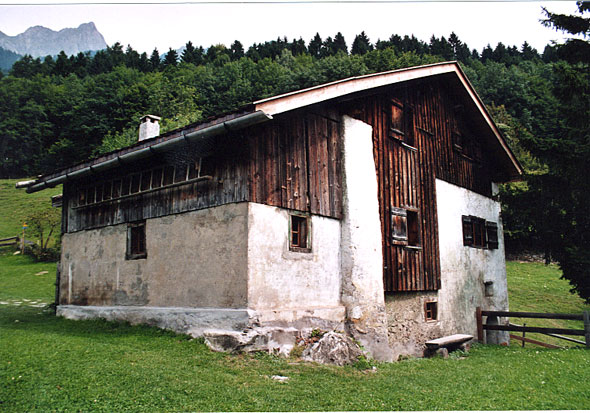
位于格劳宾登州迈恩费尔德的海蒂小屋

《海蒂》（德語：Heidi）是瑞士作家約翰娜·施皮里写的两部儿童文学的总称。
约翰娜·施皮里于1880年发表了《海蒂的学徒和旅行年代》，于1881年发表了《海蒂应用她学到的东西》两部书。今天这两部书是世界上最著名的儿童文学之一。直到今天人们在提到瑞士时还会联想到施皮里笔下的浪漫、理想的国度。但书中同样没有忘记描写19世纪下层社会的苦难：海蒂本身是孤儿，她的婶婶作别人的佣人。
《海蒂》出版后仅數年就享譽全球。至今翻译成50多种语言，多次拍成电影。《海蒂》的著作权失效，進入公有領域后不断有新的海蒂故事和书出现，这些书和故事往往与施皮里一开始的书没有多大的关系。

## 海蒂的学徒和旅行年代

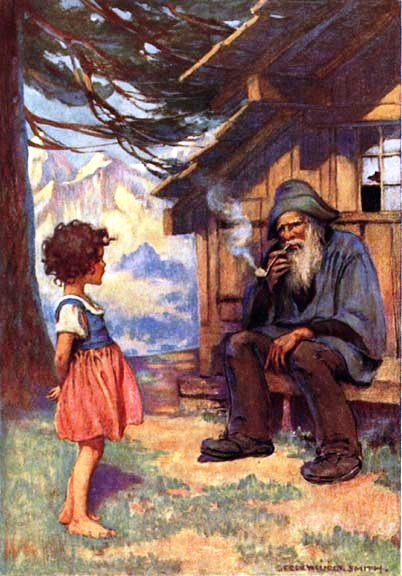
海蒂和祖父，插图由杰西·威尔科克斯·史密斯创作

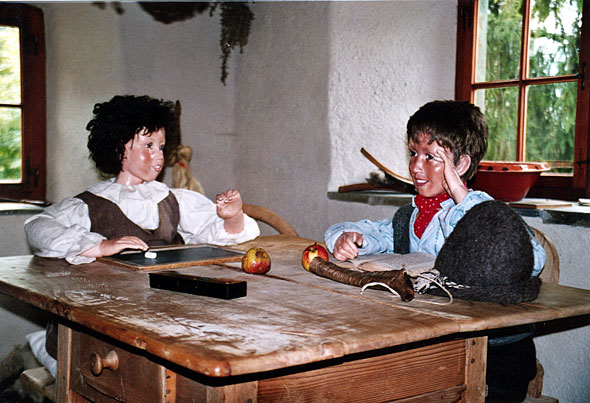
海蒂小屋中的海蒂和牧羊人彼得

《海蒂的学徒和旅行年代》是1880年出版的，描写的是孤儿海蒂来到在格劳宾登州迈恩费尔德附近高山独居的祖父身边。祖父因為與山下的村民有嫌隙而獨居在山上。
慢慢地海蒂适应了她的新环境，找到了新的朋友。但就在此时她的姑姑将她接到法兰克福。在那里她不得不作佣人来服侍瘫痪的克拉拉。海迪患了思乡病，病得很重，並且出現夢遊症狀。最后她被送回了她的祖父处。並將她在法蘭克福學習的聖經故事與祖父分享。祖父在聽到浪子回頭的故事後，深受感動，決定重返山下的教會，並且獲得教會的牧師和會眾的熱情歡迎。

## 海蒂应用她学到的东西
在1881年发表的第二部小说中法兰克福的克拉拉去瑞士拜访海蒂。这个故事中主要描写朋友之间不断升级的妒嫉。但最后故事还是有一个好结果。

## 人物

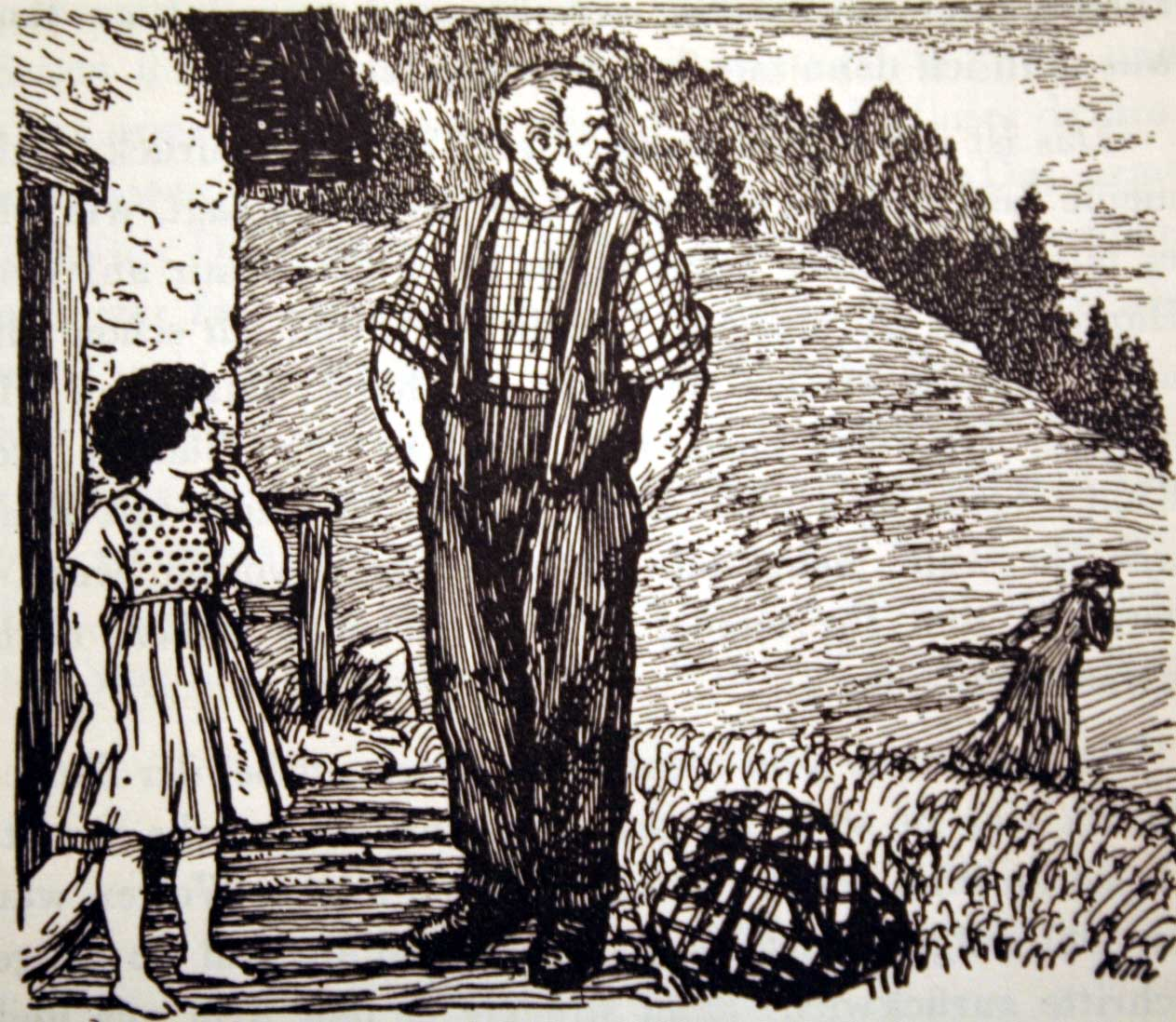
由鲁道夫·芒格绘制的《海蒂》插图

### 海蒂
海蒂接受洗礼式时的名字是阿黛海德，是一个命运坎坷的孤儿，但最终结局很圆满。书中描述的故事发生在海蒂5岁到9岁之间。

### 彼得
彼得是一個牧羊童，是海蒂最好的好朋友。他不喜歡上學，但他很孝順。所以他常常趕他的羊。

### 祖父
祖父因對人憤怒不平而獨居在山里的小屋裡。透過海蒂幫忙，使他重新開始與人來往。

### 克拉拉
克拉拉是一個富家之女，但下半身癱瘓。在海蒂的幫助下她克服了孤獨，後來甚至克服了她的缺陷。

## 改編
海蒂曾被瑞鷹公司改編成動畫飄零燕/小天使，有人曾一度認為飄零燕是屬於日本動畫公司的世界名作劇場系列，不過其實這部動畫只是世界名作劇場動畫系列的實驗作，是此類型電視動畫的典範。

## 抄襲風波
2010年，德國的文學研究人員彼得·巴特納（Peter Büttner）表示，這個作品與在1830年由德國作家赫曼·亞當·馮·康普所發表的作品「阿爾卑斯的少女阿黛蕾德（Adelaide - das Mädchen vom Alpengebirge）」被指認有類似的情結，而後者是鼻祖的可能性很高。由於這個指認讓瑞士的報紙報導「海蒂是抄襲」等新聞而引起了喧然大波。。